# Igreja de Haga
A Igreja de Haga (em sueco:  Hagakyrkan) é uma igreja luterana localizada no bairro de Haga, na cidade de
Gotemburgo, na Suécia.
Foi inaugurada em 1859, e pertence à Diocese de Gotemburgo da Igreja da Suécia.